# Joseph Antoine René Joubert
Pour les articles homonymes, voir Joubert.
Ne pas le confondre avec le général Barthélemy Catherine Joubert (1769-1799), tué à Novi
Joseph-Antoine-René Joubert, né le 11 novembre 1772 à Angers et mort le 23 avril 1843 à Paris, est un général français de la Révolution et de l'Empire.

## Biographie

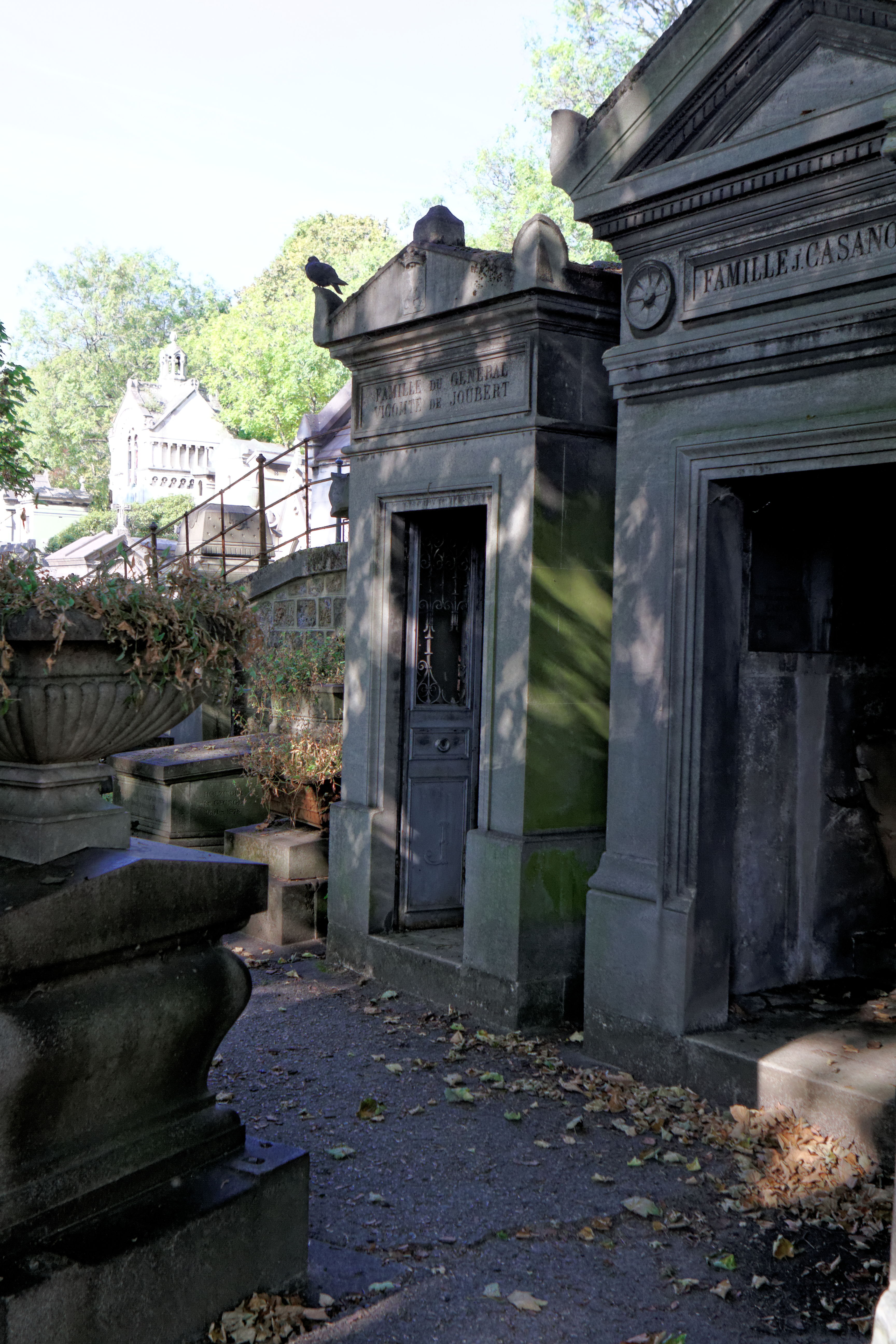
Tombe au cimetière du Père-Lachaise.

Volontaire le 15 septembre 1791 dans le 1er bataillon de Maine-et-Loire  qui devint 85e demi-brigade de première formation en l'an IV, il fait les campagnes de 1792 et 1793 à l'armée du Nord, se trouve au siège de Verdun en août 1792, combat à Jemmapes, passe sergent le 16 du même mois, sergent-major le 19 janvier 1793, et prend part aux sièges de Maastricht et de Valenciennes en février et mai suivants.
Nommé sous-lieutenant et lieutenant le 25 pluviôse et 2 ventôse an II, étant à l'armée des Alpes, il se rend en l'an IV à l'armée d'Italie, assiste à la prise de Mondovi et à celle de Ceva, combat à Dégo, au passage du pont de Lodi, puis à la bataille de Castiglione en l'an IV, se distingue au passage du pont d'Arcole en l'an V, ainsi que le 25 nivôse suivant, à la bataille de Rivoli, où, à la tête de trente hommes de la 85e demi-brigade, il fait prisonniers 2 000 Autrichiens.
Breveté d'un sabre d'honneur en récompense de cette action d'éclat, et promu capitaine le 9 brumaire an VI, il embarque à Marseille pour l'Égypte en floréal de la même année, se trouve aux batailles de Chebreiss et des Pyramides, passe, le 12 pluviôse an VII, dans le régiment des dromadaires, et fait, avec son grade, la campagne de Syrie. Présent aux sièges du fort d'El-Arich, où il est blessé de deux coups de feu aux deux cuisses le 27 du même mois, il prend une part brillante aux sièges de Jaffa et de Saint-Jean-d'Acre, rentre dans la Basse-Égypte, et combat à Aboukir et à Héliopolis.
Adjoint aux adjudants-généraux le 3 thermidor an VIII, aide-de-camp du général de division Lagrange le 25 ventôse an IX, il revient en France avec l'armée d'Orient, obtient le 9 nivôse an X le grade de chef de bataillon dans la 64e demi-brigade d'infanterie de ligne, (64e régiment de même arme en l'an XII), et est nommé officier de la Légion d'honneur le 25 prairial an XII, étant à l'armée des côtes de l'Océan (camp de Vimereux).
Il fait, avec le 5e corps de la Grande Armée, les deux campagnes de l'an XIV et celles de 1806 et 1807 en Allemagne, en Prusse et en Pologne ; il est à la prise d'Ulm, est blessé grièvement d'un coup de boulet à la bataille d'Austerlitz, devient colonel le 20 janvier 1806, commande le 64e régiment aux batailles d'Iéna, d'Eylau et de Friedland, et le 30e de ligne à la bataille d'Eckmühl, à la prise de Ratisbonne, à la bataille d'Essling, enfin à celle de Wagram, où il reçoit une balle dans la jambe gauche. L'Empereur lui confère, comme récompense, le titre de baron de l'Empire.
Resté à l'armée d'Allemagne et promu au grade de général de brigade le 6 août 1811, il quitte Hambourg le 14 octobre suivant pour se rendre au corps d'observation de l'Océan, et, placé dans la 11e division d'infanterie qui fait partie du 3e corps de la Grande Armée pendant la campagne de 1812 en Russie, il se trouve à la prise de Smolensk le 17 août, est nommé commandeur de la Légion d'honneur le 2 septembre suivant, et combat à la bataille de la Moskova le 7 du même mois, ainsi qu'au passage de la Bérézina les 26, 27 et 28 novembre suivant.
Attaché au 2e corps d'observation en 1813, puis chevalier de la Couronne de Fer le 17 mai, à la suite de la première bataille de la campagne de Saxe (Lützen), il combat à Bautzen, à Dresde, à Leipzig et Hanau, et se replie sur le Rhin avec les débris du 6e corps.
Le 1er février 1814, à la bataille de Brienne, chargé de la défense du village de Chaumesnil, il y soutient les attaques d'un ennemi six fois plus nombreux que les troupes qu'il avait à lui opposer, et se fait encore remarquer le 11 du même mois à la bataille de Montmirail, puis, le 14, à la bataille de Vauchamps. Conservé en activité sous la première et la seconde Restauration, et nommé, le 8 août, au commandement du département de la Corrèze, puis chevalier de Saint-Louis le 20 du même mois, le général Joubert conserve son commandement pendant les Cent-Jours, et est mis en demi-solde le 27 janvier 1816.
Adjoint à l'inspection générale de l'infanterie dans la 13e division militaire le 22 août, puis inspecteur général de la même arme en 1817 et en 1818 ; enfin appelé au commandement du Morbihan, le 7 avril 1819, il passe, le 21 avril 1820, à celui d'Ille-et-Vilaine, et reçoit du roi le 17 août 1822, le titre de vicomte.

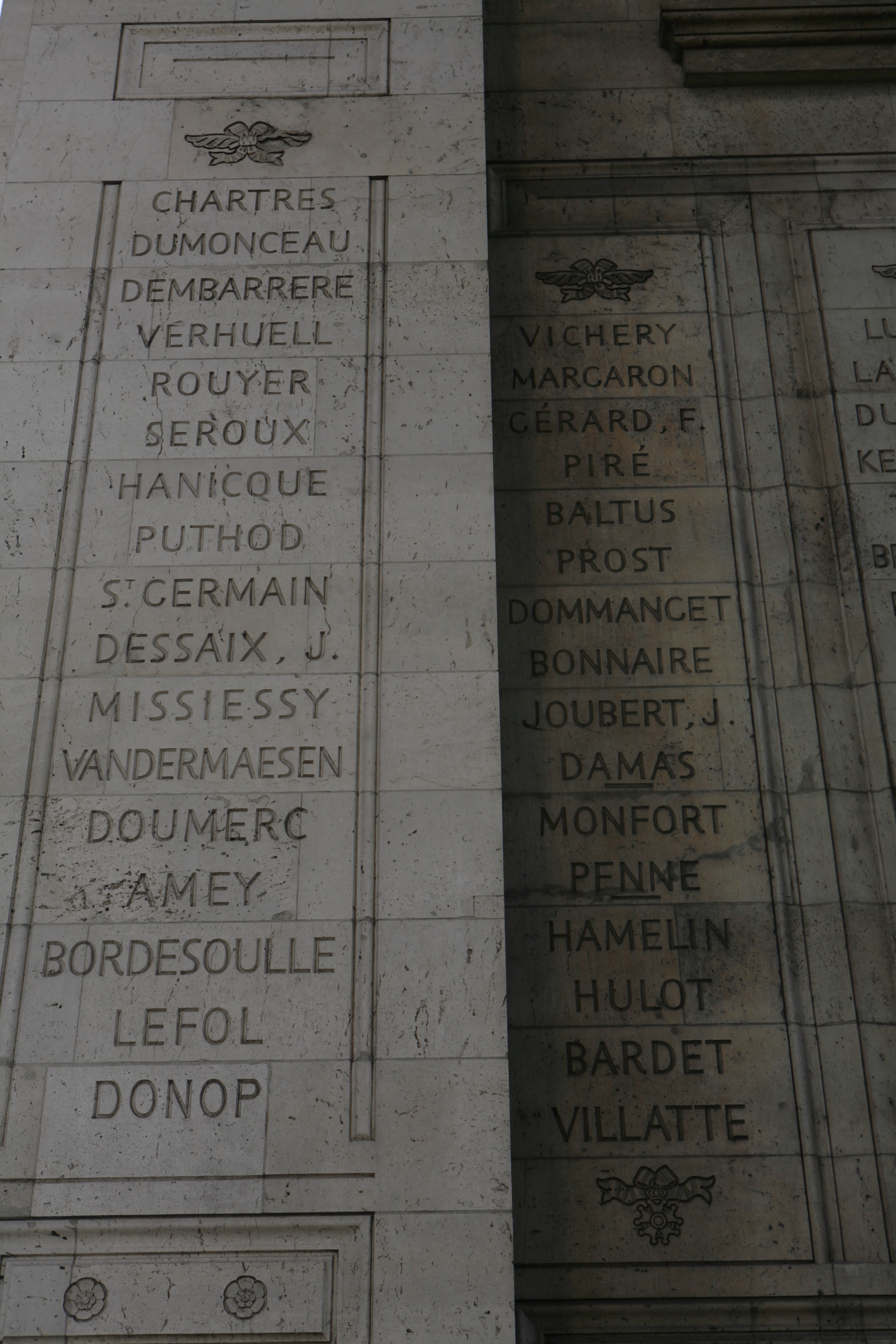
Noms gravés sous l'Arc de triomphe de l'Étoile : pilier Ouest, 1ère et 2e colonnes.

Admis à la retraite le 4 mars 1835, le général Joubert meurt à Paris le 23 avril 1843. Il est inhumé au cimetière du Père-Lachaise (56e division).

## Décoration et titres
- Baron de l'Empire le 15 août 1809 ;
- Commandeur de la Légion d'honneur le 2 septembre 1812 ;
- Chevalier de l'ordre de la Couronne de fer le 17 mai 1813 ;
- Chevalier de l'ordre royal et militaire de Saint-Louis le 20 août 1814.